# Sandra Hermanus-Schröder
S.C.B. (Sandra) Hermanus-Schröder (Den Helder, 12 februari 1963) is theoloog en predikant binnen de Protestantse Kerk in Nederland. 

## Levensloop

### Jeugd en studie
Hermanus-Schröder werd geboren in Den Helder. Op haar vijftiende verhuisde ze naar Zoetermeer en bezocht het Erasmus College. Ze is in 1990 afgestudeerd aan de Faculteit Godgeleerdheid Rijksuniversiteit Leiden en in 2013 aan de Protestantse Theologische Universiteit Utrecht/Groningen, specialisme: Master Predikant-geestelijk verzorger. Sinds 2020 is ze geordineerd als predikant met bijzondere opdracht. 

### Loopbaan
Hermanus-Schröder heeft 30 jaar ervaring in het onderwijs: vanaf begin jaren '90 eerst in het Algemeen Voortgezet Onderwijs (indertijd: Westland-Zuid, Vlaardingen), en tot eind 2020 als opleidingsdocent en docent Levensbeschouwing: eerst aan het Albeda College in Rotterdam en daarna aan de Hogeschool Inholland. 
In 2015 staat ze samen met anderen aan de wieg van stichting Vegan Church. Deze stichting - dit platform - verbindt de compassievolle werelden van "vegan lifetsyle" en "christian lifestyle" met elkaar
. In 2020 publiceerde ze samen met Maaike Hartog en Nienke van Ittersum Dier & Evangelie: theologie voor dierenrechten. In deze publicatie staat het gedachtegoed van Rev. Prof. Dr. Andrew Linzey centraal.
Hermanus-Schröder heeft zich sinds 2016 bekwaamd in persoonlijke uitvaartbegeleiding: het - samen met de familie en/of vrienden - ontwerpen en (bege)leiden van een passende ceremonie of een dankdienst voor het leven. Een persoonlijke afscheidsceremonie met een combinatie van zowel christelijke als niet-kerkelijke elementen is haar specialiteit.
Tussen 2012-2013 en 2019-2022 heeft Hermanus-Schröder hulpdiensten verricht m.b.t. pastoraat en eredienst voor de POR (Zoetermeerse samenwerking tussen Pelgrimskerk, Oase en Regenboog): deze wijkgemeenten zijn in 2022 samen gegaan als Protestantse Wijkgemeente Zoetermeer-Zuid.
Vanaf 2020 is ze werkzaam in de zorg als geestelijk verzorger en predikant met bijzondere opdracht. Doelgroep is ouderen, o.a. met dementieel syndroom, eerst bij Cardia in Zoetermeer. En op dit moment is ze werkzaam voor Florence in Den Haag. Vanwege haar grote kennis over "de wondere wereld van geloven en dementie" coacht en traint ze mantelzorgers en vrijwilligers om met een meer ontspannen blik en innerlijke houding met hun dierbaren (met dementie) om te gaan.

## Publicatie
- (2020) Dier en Evangelie: theologie voor dierenrechten ISBN 9789464021073